# Liga de Comunistas - Movimiento por Yugoslavia
Liga de Comunistas - Movimiento para Yugoslavia (cirílico serbio: Савез комунита - Покрет за Југославију, romanizado: Savez komunista - Pokret za Jugoslaviju; abreviado СК-ПЈ, SK-PJ) fue un partido político formado por miembros del Ejército Popular Yugoslavo en 1990 activo en Serbia. Formado el 4 de noviembre de 1990 en el Sava Centar de Belgrado, el partido se basó en organizaciones del antiguo partido dentro del ejército. En 1994 se unió al partido Izquierda Yugoslava liderado por Mirjana Marković.

## Miembros destacados
Algunos de sus miembros incluían a:
- Veljko Kadijević
- Branko Mamula
- Nikola Ljubičić
- Lazar Mojsov
- Stevan Mirković
- Petar Gračanin